# Kasunga lotis
Kasunga lotis är en insektsart som beskrevs av Rauno E. Linnavuori 1969. Kasunga lotis ingår i släktet Kasunga och familjen dvärgstritar. Inga underarter finns listade i Catalogue of Life.